# Innocent Ferenc
Innocent Ferenc (Budapest, 1859. január 28. – Pátka, 1934. október 16.) festőművész.

## Élete
A középiskola elvégzése után két évig a budapesti Mintarajz tanodában tanult Székely Bertalannál, majd külföldi tanulmányútra indult a Bécsi Képzőművészeti Akadémiára. Állami ösztöndíjjal tanult Münchenben és Antwerpenben. Járt Párizsban és Rómában is. Külföldi tartózkodásának idejére esnek legismertebb képei: Antonius beszéde Caesar holtteste fölött, a Flamana typusok, Piéta (ezzel a képével 1881-ben a Műcsarnokban egyház festészeti pályázaton 3. helyezést nyert el).
Hazatérve a budapesti II. kerületi állami főreál iskolában lett rajztanár, majd később az intézmény igazgatójává is megválasztották. Elsősorban női portrékat és oltárképeket festett. Oltárképei a müncheni akadémikus iskola stílusát képviselik. Ide tartoznak: az egri cisztercita templom mennyezet képei – amelyet 1887-ben festett –, a zirci apátsági templom és sekrestye összes falfestményei és oltárképei 1891-ben, valamint a budai Szent Erzsébet-kolostor oltár- és mennyezetképei.
A Műcsarnok és az 1894–1949 között fennálló Nemzeti Szalon egyik állandó kiállítója volt. 1915-ben tagja lett a Képzőművészeti Társulat Festészeti Szakbizottságának.
Élete utolsó éveit neje, Hamza Irma halála után Pátkán töltötte, valószínűleg fia Dr. Innocent Máté miatt és gondoskodása mellett,  aki a falu megbecsült körorvosaként dolgozott, miután ő is elköltözött a fővárosból.  Pátkán 
érte a halál 1934. október 16-án. Sírja a római katolikus temetőben található. Sírján Szent Cecíliát ábrázoló szentkép volt elhelyezve, amely sajnos mára már elveszett.

## Művei

### Legismertebb képei
- Antonius beszéde Caesar holtteste fölött
- Flamana typusok
- Piéta

### Nagyobb kompozíciói
- Cenci Beatrix
- Kereszt alján
- Műteremben

### Női portréi
- Evchen, Brigitta, Éva, Rokokó nő, Miss Rosa, Lidi, Lisier, Cantelena.

### Ismertebb zsánerképei
- Vasárnap reggel, Merengés, Szerelmes levél, Aennchen von Tharau, Madrigál, A boszorkány, Chrysanthemum, Rabnő, Ifjúság, Ave Maria.

### Egyéb alkotásai
- Mese, Fátyoltánc, Pók, Vízi liliom, Patrícius, Sírbatétel
- Rákos Jenő arcképe

## Emlékezete
- Alakja felbukkan (egy női portréját említik) Kondor Vilmos magyar író Bűnös Budapest című bűnügyi regényében.